# Bermuda National Trust
Pour les articles homonymes, voir National Trust.
Le Bermuda National Trust est l'organisme bermudien chargé de la protection et de la promotion du patrimoine naturel et culturel des Bermudes.
Selon son site Web, l'organisation a les objectifs suivants :

« Le Bermuda National Trust est un organisme de bienfaisance créé en 1970 dans le but de préserver les trésors naturels, architecturaux et historiques et de les faire davantage connaître au public. Son prédécesseur était le Bermuda Historical Monuments Trust, actif dans la conservation de 1937 à 1970.
Les programmes et activités du Trust sont centrés sur les domaines clés de la préservation et de l’éducation. Son objectif est de faire en sorte que le patrimoine unique des Bermudes reste protégé pour les générations futures ». »

Le Bermuda National Trust gère 82 propriétés sur tout le territoire, couvrant 250 acres (1 km2) et représentant une grande partie du patrimoine du territoire. Ceux-ci incluent un certain nombre de différentes maisons historiques, îles, jardins, cimetières, réserves naturelles et littoral. Le Trust gère également trois musées présentant une collection d'objets appartenant aux Bermudiens et réalisés par ceux-ci, illustrant le développement du territoire, ainsi qu'un programme d'éducation axé sur l'histoire de l'île et ses conséquences pour l'avenir.
Le Trust a conclu des accords de réciprocité avec des organisations du patrimoine en Afrique, en Asie, dans les Caraïbes, en Europe et dans le Pacifique, permettant à ses membres d’utiliser les installations de ses partenaires. Cela permet également aux membres d'autres trusts nationaux de visiter des sites aux Bermudes. Le prédécesseur du Bermuda National Trust, le Bermuda Historical Monuments Trust, organisation existante de 1937 à 1970, a collaboré avec d’autres organisations, notamment les services gouvernementaux de la conservation, de la protection de l’environnement, des parcs et de la santé environnementale, ainsi que l’aquarium, musée et zoo des Bermudes, la Bermuda Audubon Society et les Bermudes Beautiful. Le Trust est géré par un conseil composé de treize membres.